# Karl Abraham
Karl Abraham (Bréma, 1877. május 3. – Berlin, 1925. december 25.) német tudós, a pszichoanalízis korai képviselője, Sigmund Freud munkatársa, aki őt a „legjobb tanítványnak” nevezte. 

## Élete
Brémában született. Apja Nathan Abraham zsidó hittanár (1842–1915), anyja Abraham Ida (1847–1929) volt. Orvosi tanulmányai lehetőséget nyújtottak arra, hogy állást szerezzen a Burghölzi Svájci Elmegyógyintézetben, ahol Eugén Bleuler praktizált. Itt ismerkedett meg a Jung-féle pszichoanalízissel.
1907-ben találkozott Sigmund Freuddal, akivel haláláig kapcsolatban állt. 1910-ben Németországba visszatérve, megalapította a Berlini Pszichoanalitikus Társaságot. 1914-től 1918-ig, majd 1925-ben a Nemzetközi Pszichoanalitikus Társaság elnöke volt.
Karl Abraham Freud munkatársaként foglalkozott a mániás depressziósok kérdésével is. Munkájuk eredménye a „Mourning and Melancholia” című közös publikáció volt 1917-ben. 
Mentora volt egy befolyásos pszichoanalitikus társaságnak, melybe többek közt Alexander Ferenc, Karen Horney és Helene Deutsch is tartozott.
Korán, 1925. december 25-én halt meg tüdőfertőzés okozta komplikációban.

## Magyarul
- Pszichoanalitikus tanulmányok a karakterképzésről; ford. Lőrincz Zsuzsa; Párbeszéd, Bp., 1991 (Párbeszéd könyvek)

## Fordítás
- Ez a szócikk részben vagy egészben  a   Karl Abraham című angol Wikipédia-szócikk fordításán alapul.  Az eredeti cikk szerkesztőit annak laptörténete sorolja fel. Ez a jelzés csupán a megfogalmazás eredetét és a szerzői jogokat jelzi, nem szolgál a cikkben szereplő információk forrásmegjelöléseként.